# Montederramo
Montederramo es un municipio español situado en la provincia de Orense, en Galicia. Pertenece a la comarca de Tierra de Caldelas.

## Límites
Limita al norte con La Teijeira, Parada de Sil y Castro Caldelas. Al oeste, con Maceda y Junquera de Espadañedo. Al suroeste, con Villar de Barrio. Al este, con Chandreja de Queija. Al sur, con el municipio de Laza.

## Geografía humana

### Demografía
Cuenta con una población de 670 habitantes (INE 2024).
| Gráfica de evolución demográfica de Montederramo entre 1842 y 2021                                                    |
| |
| Población de derecho según los censos de población del INE. Población de hecho según los censos de población del INE. |

### Organización territorial
El municipio está formado por ochenta y cuatro entidades de población distribuidas en trece parroquias:
- Abeledos[3] (San Vicente)[2][5][4]
- Chás[3] (San Juan)[2][6]
- Covas (San Juan)[2][7]
- Gabín (San Pedro)
- La Medorra[3] (Santiago)[2][8]
- Marrubio (San Andrés)[2][9][4]
- Montederramo (San Cosme)
- Nogueira (Santa María)
- Paredes (Santa María)
- Santa María de Montederramo[10]
- Sas do Monte (San Pedro)
- Seoane Vello (San Juan)[2][11]
- Villarino Frío[3]

## Patrimonio

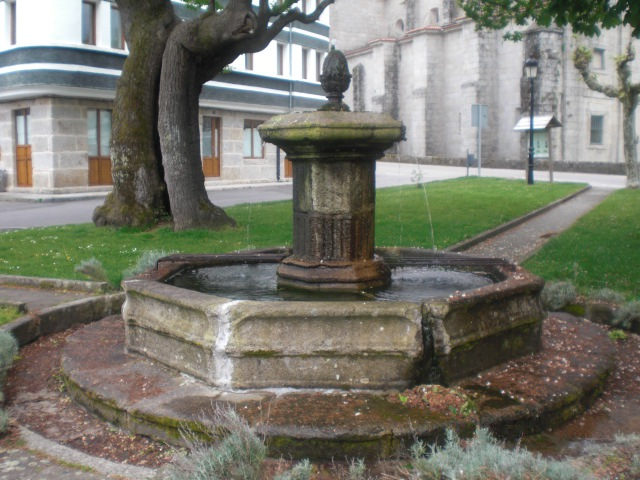
Fuente de Montederramo.
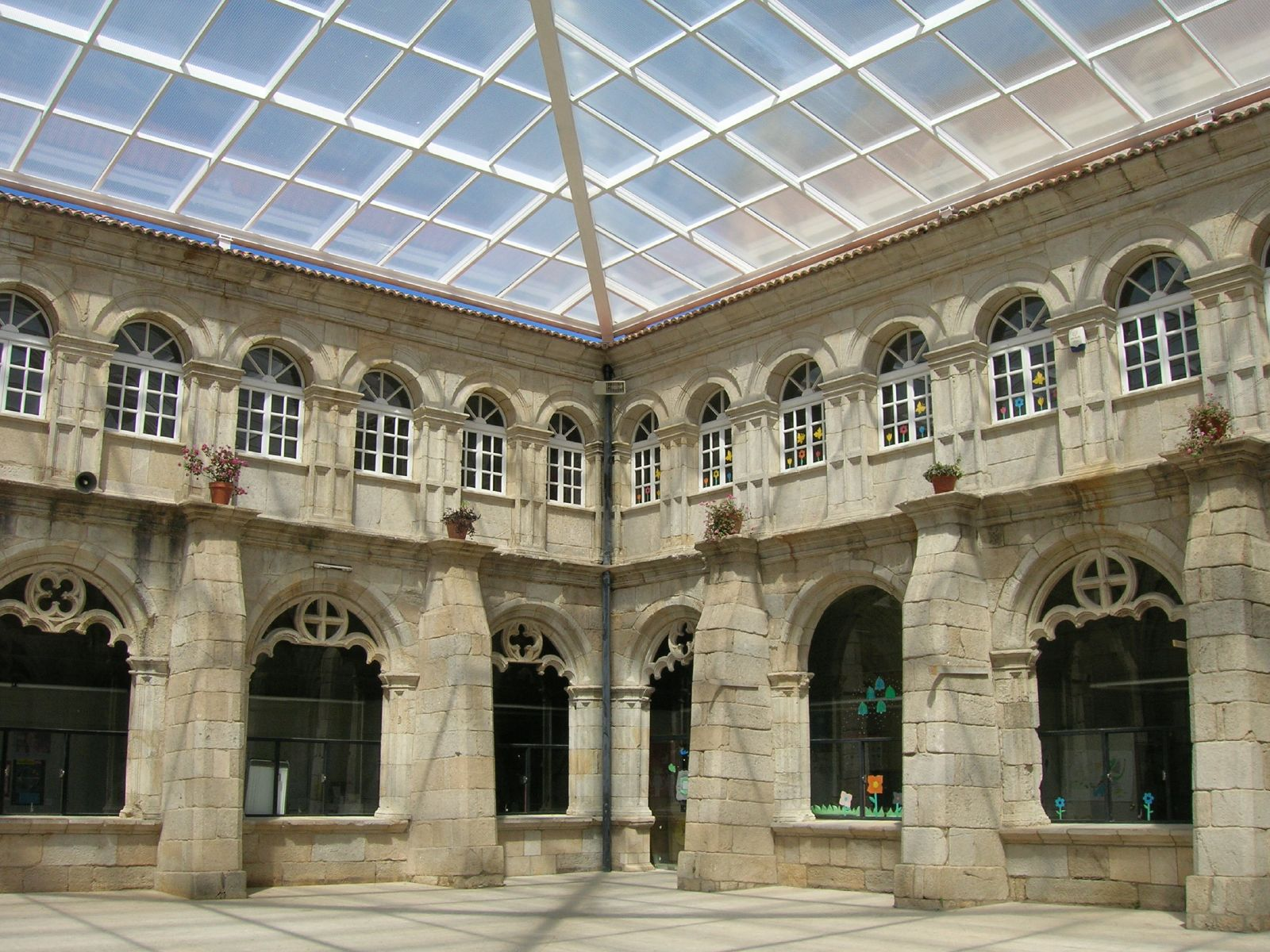
Claustro reglar.
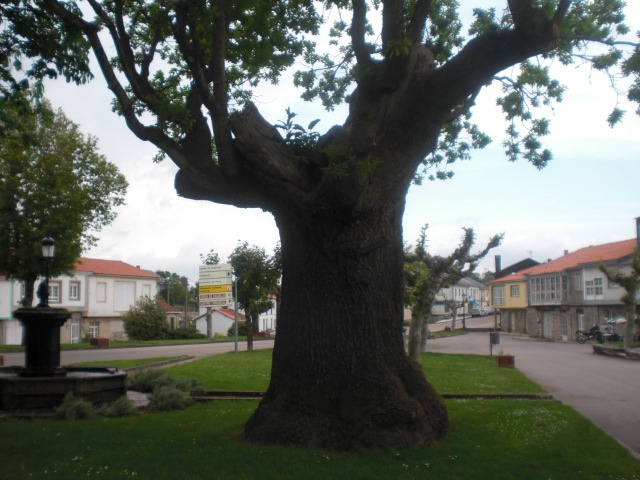
Carballo.

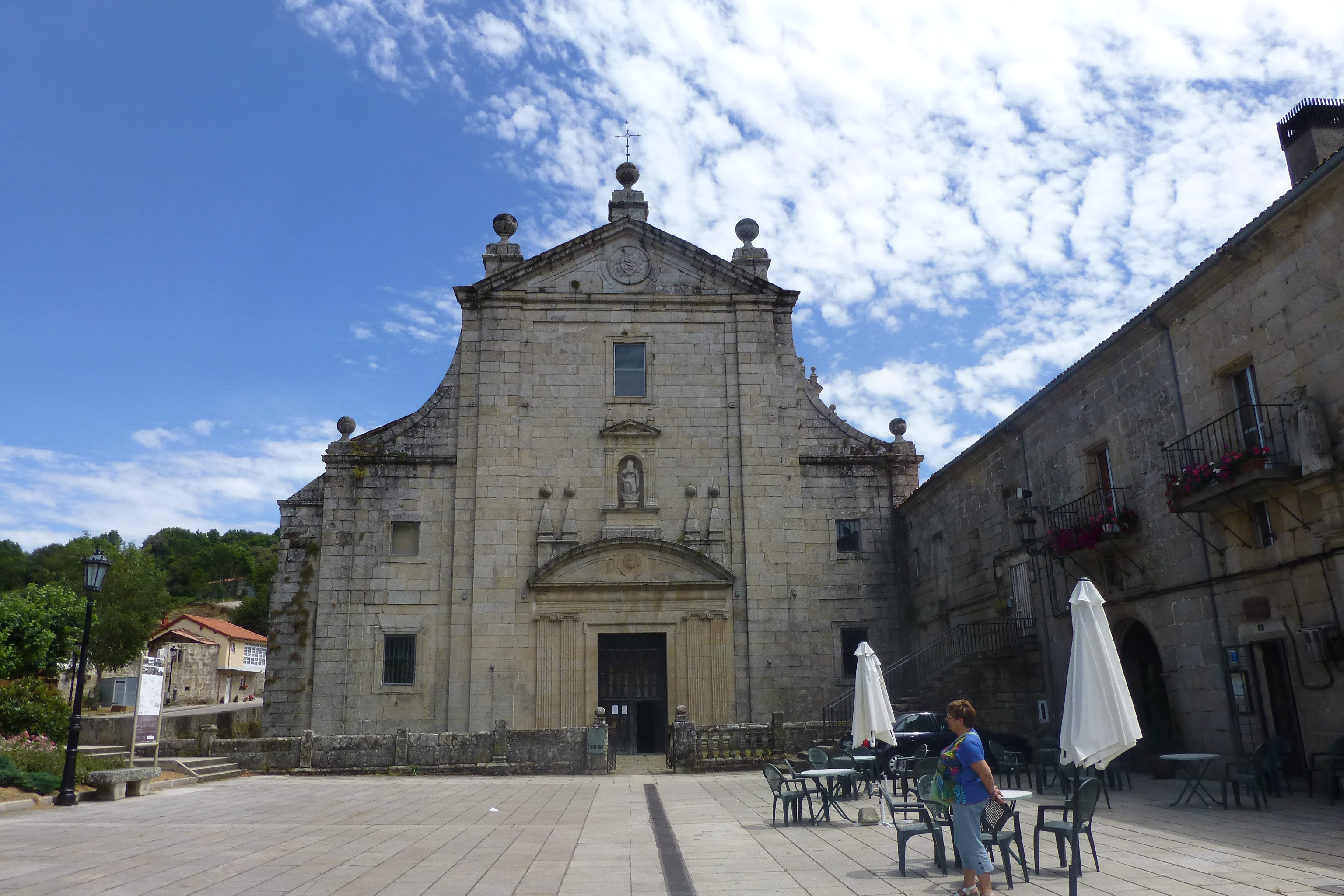
Iglesia del monasterio de Santa María de Montederramo.

El monumento más relevante de Montederramo es el monasterio de Santa María. Este monasterio data del siglo XII y estuvo regentado por la Orden del Cister. En 1582 se estableció en él un colegio de artes y filosofía.
La fachada ha sufrido muchas reformas. Es de destacar el claustro renacentista de la Hospedería, del siglo XVI, con arcos de medio punto, friso decorado con rosetas y medallones en las enjutas. Entre este claustro y la iglesia se halla el claustro reglar que comunica con el de la Hospedería mediante un porche que luce una bonita bóveda nervada. La iglesia es herreriana con espléndidos retablos en su interior.
Pertenece a este monasterio el documento donde por vez primera se  denomina a la zona "Ribeira Sacra", documento que se ha hallado falso.
Del ayuntamiento es conocido el Bidueiral, un denso bosque de abedules. Hay muchas rutas de senderismo con posibilidad de realizar con bicicleta. Además, desde Mogaínza se puede acceder a A Ferrería, un caserío que en la antigüedad albergaba mucho ganado. Por la zona había muchos caseríos como O Teixedo, cuidado muchos años por una familiar de un famoso pintor orensano, y A Edreira, ya en Laza. En A Edreira mataron a los últimos escapados de la guerra en el lugar. La Guardia Civil se enteró de que el grupo de escapados estuvo en O Teixedo y A Edreira, y le prendió fuego a los caseríos. Los vecinos de los pueblos de Montederramo tienen un testimonio claro sobre esta historia

## Corporación Municipal
| Resultado elecciones municipales del 28 de mayo de 2023 en Montederramo |       |            |            |
| Nombre                                                                  | Votos | Porcentaje | Concejales |
| Partido Popular de Galicia                                              | 244   | 41,99%     | 3          |
| Bloque Nacionalista Galego                                              | 322   | 55,42%     | 4          |